# Чуми (футболист)
Хуа́н Бранда́рис Мови́лья (исп. Juan Brandáriz Movilla; род. 2 марта 1999[…], А-Ларача, Галисия) — испанский футболист, защитник клуба «Альмерия».

## Клубная карьера
Чуми — воспитанник клубов «Ларача», Монтанерос, Депортиво Ла-Корунья и «Барселона». В 2018 году игрок дебютировал за дублирующий состав последнего. 31 октября в матче Кубка Испании против Культураль Леонеса он дебютировал за основной состав. В 2020 году Чуми перешёл в «Альмерию». 5 ноября в матче против «Сабаделя» он дебютировал в Сегунде. 24 мая 2021 года в поединке против «Логроньес» игрок забил свой первый гол за «Альмерию». В 2022 году игрок помог клубу выйти в элиту. 14 августа в матче против мадридского «Реала» он дебютировал в Ла Лиге.  

## Международная карьера
В 2016 году в составе юношеской сборной Испании Чуми завоевал серебряные медали юношеского чемпионата Европы, проходившего в Азербайджане. На турнире он сыграл в матчах против команд Нидерландов, Сербии, Италии, Англии, Германии и Португалии.